# Егорин, Иван Павлович
Иван Павлович Егорин (1909 год, аул Улкен-Нарым, Туркестанский край, Российская империя — дата и место смерти неизвестны) — колхозник, бригадир тракторной бригады Заульбинской МТС Восточно-Казахстанской области. Герой Социалистического Труда (1948).

## Биография
Родился в 1909 году в ауле Улкен-Нарым, Туркестанский край (сегодня — Катон-Карагайский район Восточно-Казахстанской области, Казахстан). В 1929 году вступил в колхоз «Иртыш». В 1934 году окончил курсы трактористов. В 1939 году был назначен бригадиром тракторной бригады Заульбинской МТС. Проработал на этом предприятии до 1966 года. 
В 1945 году вспахал 1942 гектаров земли вместо запланированных 1114 гектаров, превысив план на 73 %. В 1946 году выполнил план на 142 %. В 1947 году вспахал 1824 гектаров, превысив план на 10 %. За получение высоких урожаев пшеницы, ржи, хлопка и сахарной свеклы в 1947 году удостоен звания Героя Социалистического Труда указом Президиума Верховного Совета СССР от 28 марта 1948 года c вручением ордена Ленина и золотой медали «Серп и Молот».
В 1954 году участвовал во всесоюзной выставке ВДНХ.

## Награды
- Герой Социалистического Труда (1948);
- Орден Ленина (1948);
- Медаль «За трудовую доблесть» (1946);
- Медаль «За доблестный труд в Великой Отечественной войне 1941—1945 гг.»;